# 1077
Năm 1077 trong lịch Julius.